# Crinia tasmaniensis
Crinia tasmaniensis es una especie  de anfibios de la familia Myobatrachidae.

## Distribución geográfica
Se encuentra en la isla de Tasmania (Australia).